# Veruska Ramírez
Veruska Tatiana Ramírez (Táriba, 30 giugno 1979) è una modella venezuelana, eletta Miss Venezuela 1997.
Veruska Ramirez, grazie alla vittoria del titolo di Miss Venezuela, ebbe la possibilità di rappresentare il Venezuela in occasione del concorso di bellezza internazionale Miss Universo 1998, che si svolse ad Honolulu. La Ramirez si piazzò al secondo posto, dietro la vincitrice Wendy Fitzwilliam proveniente da Trinidad e Tobago.